# 1929-es magyar vívóbajnokság
Az 1929-es magyar vívóbajnokság a huszonötödik magyar bajnokság volt. A férfi tőrbajnokságot június 7-én rendezték meg Budapesten, a BBTE tornacsarnokában, a kardbajnokságot június 9-én Budapesten, a Nemzeti Tornacsarnokban, a női tőrbajnokságot pedig június 8-án Budapesten, a Nemzeti Tornacsarnokban.

## Eredmények
| Versenyszám     | Arany                | Arany | Ezüst                        | Ezüst | Bronz                        | Bronz |
| --------------- | -------------------- | ----- | ---------------------------- | ----- | ---------------------------- | ----- |
| Férfi tőrvívás  | Piller György MAC    |       | Kalniczky Gusztáv Tiszti VC  |       | Hatz Ottó Tiszti VC          |       |
| Férfi kardvívás | Rády József MAC      |       | Petschauer Attila Nemzeti VC |       | dr. Gombos Sándor Nemzeti VC |       |
| Női tőrvívás    | Bogen Erna Tiszti VC |       | Elek Ilona BBTE              |       | Tary Gizella Spárta AC       |       |